# Georg Wolters
Georg Wolters (* 22. Februar 1861 in Braunschweig; † 10. April 1933 ebenda) war ein deutscher Tier- und Jagdmaler sowie Illustrator.

## Leben
Georg Wolters war der Sohn eines Braunschweiger Oberfeuerwerkers. Er wurde im südlich der heutigen Braunschweiger Innenstadt gelegenen Krähenfeld geboren, das durch Wilhelm Raabes Werk von 1879 Krähenfelder Geschichten literarisch verewigt wurde. Über sein Elternhaus machte er früh Bekanntschaft mit dem ebenfalls im Krähenfeld lebenden Raabe.
Am 17. April 1880 schrieb sich Wolters an der Königlichen Akademie der Bildenden Künste in München zum Studium der Malerei in der Antikenklasse ein. In München waren Alois Gabl und Wilhelm von Diez seine Lehrer. Von 1881 bis 1887 absolvierte er eine Forstlehre im unweit Braunschweigs gelegenen Mariental. In den Jahren von 1887 bis 1891 nahm er in Düsseldorf Privatunterricht bei den führenden deutschen Jagdmalern seiner Zeit, Carl Friedrich Deiker und Christian Kröner. Wolters ließ sich 1896 wieder in seiner Vaterstadt nieder. Neben Jagdmotiven schuf er Hundeporträts. Als Zeichner und Illustrator lieferte er Vorlagen für verschiedene Jagdzeitschriften.
In den 1920er und 1930er Jahren wohnte Wolters wieder in seinem Geburtshaus in der Spohrstraße, die nach dem ebenfalls in Braunschweig geborenen Musiker und Komponisten Louis Spohr benannt war. Zu Ehren Wolters’ wurde sie später in Georg-Wolters-Straße umbenannt. An seinem ehemaligen Wohnhaus wurde am 14. Juni 1936 eine Gedenktafel für ihn enthüllt.